# Шевич, Иван Егорович (государственный деятель)
Иван Егорович Шевич (1838—1912) — русский государственный деятель, глава Калужской, а затем Лифляндской губерний. действительный тайный советник. Брат дипломата Д. Е. Шевича.

## Биография
Родился 4 (16) апреля 1838 года. Происходил из дворян Минской губернии, сын полковника Егора Ивановича Шевича (1808—1849), племянника шефа жандармов А. Х. Бенкендорфа, от брака его с фрейлиной Лидией Дмитриевной Блудовой (1815—1882). Родители владели имениями в Московской и Самарской губерниях. Внук генерал-лейтенанта И. Е. Шевича и графа Д. Н. Блудова.
Окончил Императорский Санкт-Петербургский университет. С 30 декабря 1859 года состоял на службе в Государственной канцелярии. В 1861 году пожалован в камер-юнкеры. В 1864—1866 гг. состоял членом Минского губернского присутствия по крестьянским делам. С 1866 года служил в Министерстве внутренних дел — начальник 4-го отделения Департамента исполнительной полиции; 1868 году он был назначен членом и делопроизводителем комиссии при министерстве по делам раскола.
В 1869—1871 гг. Шевич занимал пост воронежского вице-губернатора; 10 декабря 1871 года с чином действительного статского советника назначен Калужским губернатором. В 1873 году пожалован в камергеры Высочайшего Двора. В губернаторство Шевича 15 декабря 1874 года было открыто движение по Сызрань-Вяземской железной дороге в 165 верст, соединившей Калугу с Тулой и Вязьмой. Это способствовало развитию промышленности и торговли. За деятельность во благо губернии 28 апреля 1883 года Шевичу было присвоено звание почётного гражданина пяти городов: Калуги, Жиздры, Мосальска, Мещовска и Сухиничей. Руководил калужской губернией до 19 ноября 1882 года.
В 1882—1885 гг. Шевич занимал пост губернатора Лифляндии. С 1 мая 1885 года был назначен сенатором. С мая 1903 года — член Государственного совета.
Был женат на Марии Адольфовне, урождённой Струве (19.10.1848 — 13.03.1914). Их сын, Георгий Иванович Шевич (1871—1961).
Умер от чахотки 22 февраля 1912 года в Паласт Отели в Меране, похоронен там же на новом протестантском кладбище.

## Награды
- орден Св. Владимира 3-й ст. (1875)
- орден Св. Станислава 1-й ст. (1878)
- орден Св. Анны 1-й ст. (1881)
- орден Св. Владимира 2-й ст. (1888)
- орден Белого орла (1892)
- орден Св. Владимира 1-й ст.
- орден Св. Александра Невского (14.05.1896)